# Tanukidi
Tanukidi (arabsko  التنوخيون‎) ali Tanuk (arabsko تنوخ‎) so bili zveza arabskih plemen,  včasih imenovanih Saraceni. V severni Arabiji in južni Siriji so se prvič uveljavili v 3. stoletju n. št. Napise Lakmidov in Tanukidov so našli v Umm el-Džimalu v Jordaniji in Namari v Siriji. Starodavno plemensko zvezo Tanukidov je v veliki meri prevzelo več vej velikih plemen Azd in Quda'a. V času njihove najslavnejše vladarice, kraljice Mavije, je bilo njihovo glavno oporišče v Alepu.

## Zgodovina
V poznem 2. stoletju se je veja plemena Azd iz južne Arabije preselila v al-Haso, kjer so bili naseljeni Tanukidi. Azdi so se povezali s Tanukidi in postali del plemenske zveze. Plemenska poglavarja (šejka) obeh plemen sta vladavino prepustila Maliku ibn Fahmu (vladal 196–231), ki ju je odpeljal v današnji Irak in Sirijo. Po spopadih z drugimi plemeni na tem območju je ibn Fahm nadziral celotno Jordanijo in dele Iraka. Nasledil ga je brat Amr ibn Fahm, ki je kraljeval kratek čas, njega pa je nasledil Džadhima ibn Malik (vladal 233–268). Džadhima je po smrti nasledil sestrin sin Amr ibn Adi, ker sam ni imel sinov. Ibn Adi je bil ustanovitelj Lakmidske dinastije. Drugi Tanukidi so se naselili v Siriji. Amr ibn Adi je dokazan v arabskih legendah kot zmagovalec v vojni s palmirsko kraljico Zenobijo. Legende so verjetno zmes dejstev in izmišljotin.
V 4. stoletju so Tanukidi tvorili veliko skupino rimskih zaveznikov od Sirije na severu do Akabskega zaliva na jugu. Poročila omenjajo, da so bili  vdani krščanstvu, apostolu Tomažu in redovništvu in imeli številne samostane. Igrali ključno vlogo pri porazu Zenobijinih sil proti cesarju Avrelijanu in bili prvo arabsko pleme, ki je postalo rimski federat. Leta 378 je njihova kraljica Mavija vodila upor proti cesarju Valensu. Po uporu je bilo sklenjeno premirje, ki se je nekaj časa spoštovalo. Mavija je celo poslala oddelek svoje konjenice kot pomoč Rimljanom, ko so jih napadli Goti. Pod Teodozijem I. je zavezništvo razpadlo, Tanikidi pa so se ponovno uprli rimski oblasti.
Tanukidi so bili pokristjanjeni v 3. ali 4. stoletju, zelo verjetno med pokristjanjevanjem vzhodne polovice rodovitnega polmeseca. Od 4. stoletja so bili "fanatično vneti kristjani", v 6. stoletju pa  "vneti krščanski vojaki". V 7. stoletju so se med muslimanskim osvajanjem Levanta vojskovali na bizantinski strani, tudi v bitki pri Jarmuku. Po bitki se je njihov status federatov končal. Do vladanja abasidskega kalifa al-Mahdija (vladal  775–785) so bili opisani kot "avtonomna krščanska skupnost v Bilad al-Šamu", potem pa so opisani kot muslimani. Al-Mahdijeva islamizacija je bila zelo verjetno prisilna.
V 11. stoletju so se jim pridružila plemena Kahtani iz južne Arabije, med njimi tudi  Banu Ma'an. Zaradi tesnih vezi njihovega vodstva s takratnim fatimidskim kalifom al-Hakimom bi-Amr Alahom so Tanukidi z Libanonskih gora inavgurirali skupnost druzov v Libanonu, zlasti potem, ko ke večina sprejela in prevzela novo sporočilo. Pleme Ma'an se je v Libanonske gore preselilo na ukaz guvernerja Damaska, da bi ga branilo pred prodirajočimi križarji. Ma'ani v Libanonu so kasneje postali večinoma druzi. Kasneje so jih porazili Kajsi, ki so potem tudi postal druzi. Osrednje dele Libanonskih gora so do začetka 14. stoletja opisovali kot tanukidsko trdnjavo tako druzov kot šiitskih muslimanov.

## Vir
- Ball, Warwick (2001), Rome in the East: The Transformation of an Empire, Routledge, ISBN 0-415-11376-8